# Hohe Schule Herborn

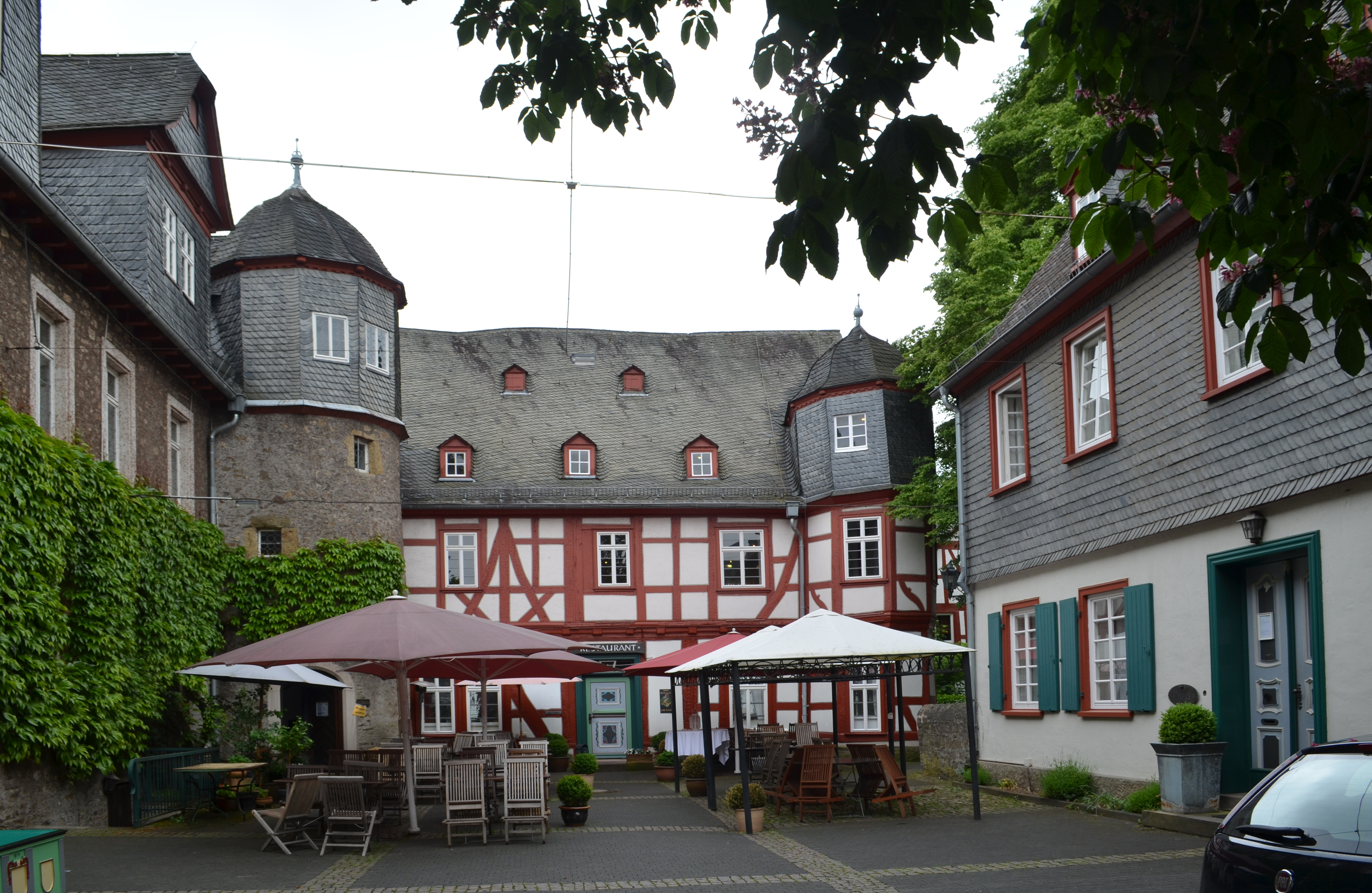
Hof der Hohen Schule Herborn

Die Hohe Schule Herborn (Academia Nassauensis) war eine universitätsähnliche deutsche Hochschule in Herborn, die von 1584 bis 1817 bestand. Die Theologische Fakultät der Hochschule existiert im „Theologischen Seminar der Evangelischen Kirche in Hessen und Nassau“ in veränderter Form weiter.

## Überblick

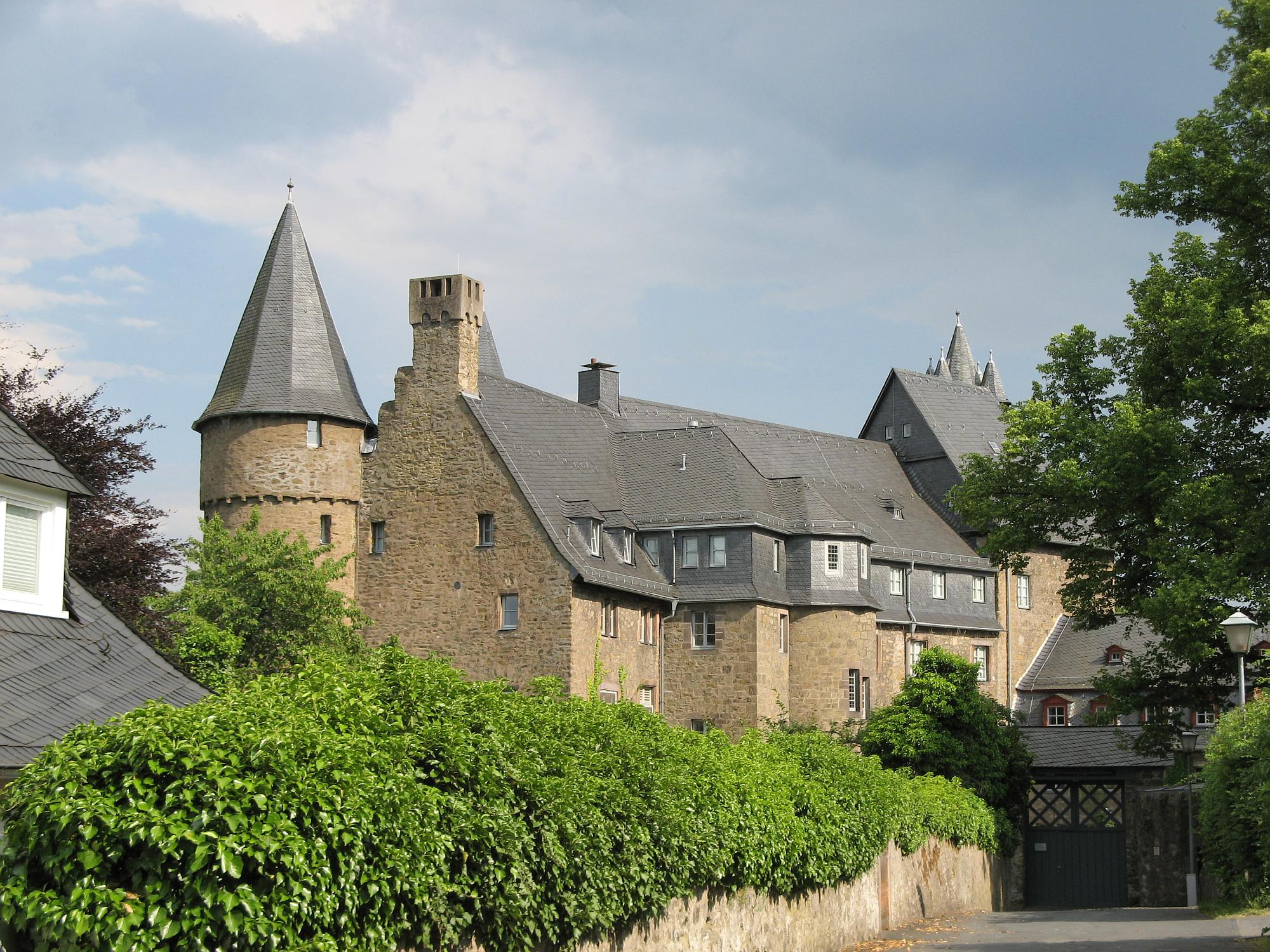
Das Schloss Herborn, der erste Sitz der Hohen Schule bis 1588

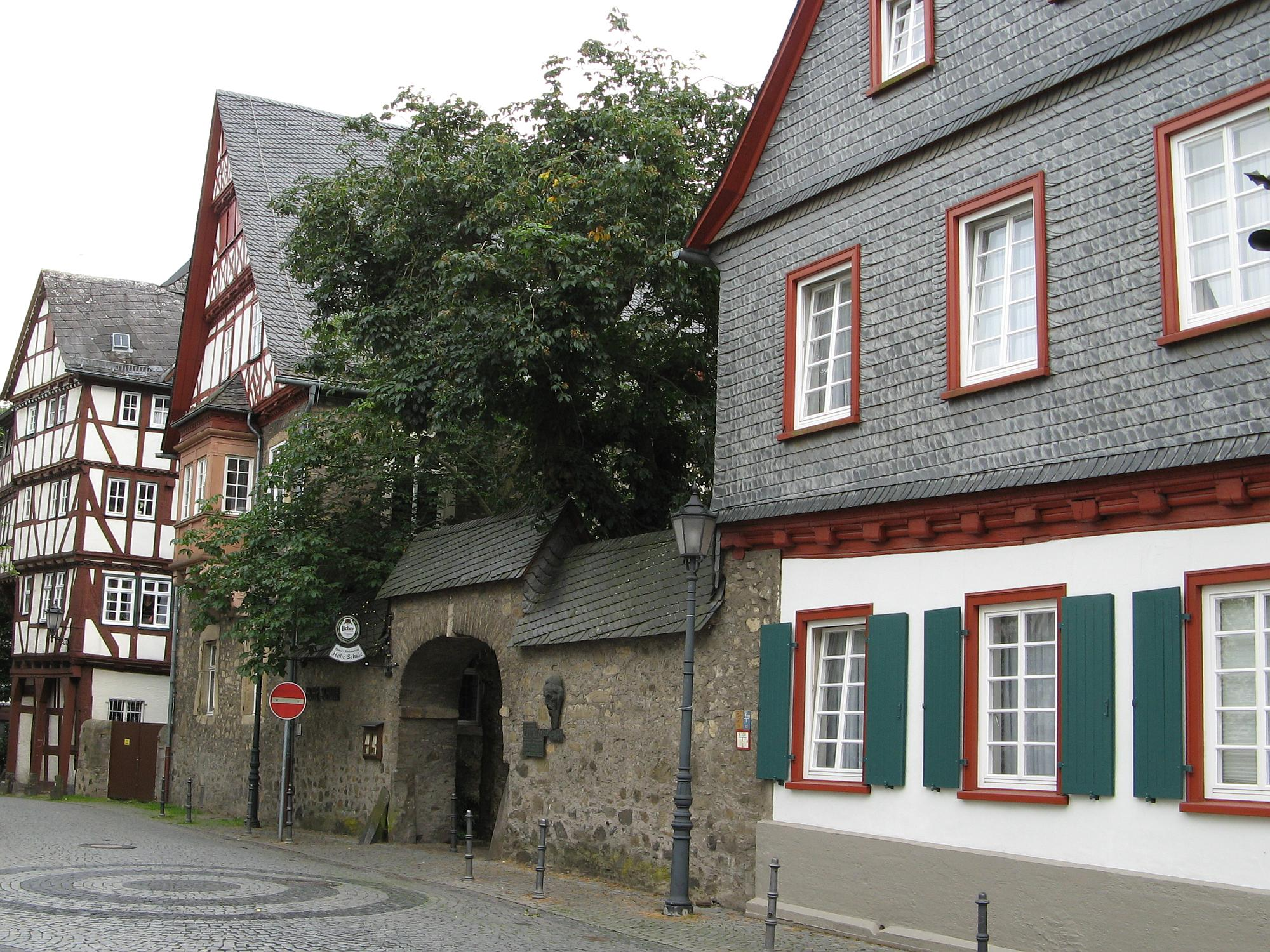
Das Gebäude der Hohen Schule Herborn von 1588 bis 1817

Die Academia Nassauensis, eine Hohe Schule, wurde von Graf Johann VI. von Nassau-Dillenburg auf Drängen seines Bruders Wilhelm von Oranien in dessen Sterbejahr 1584 gegründet. Der Landesherr gewährte seinen Studenten zwei warme Mahlzeiten und drei Liter Dünnbier am Tag. Die Anfänge der Hohen Schule (Pädagogium) lagen im Schloss Herborn. 1588 kaufte Graf Johann der Stadt Herborn das alte Rathaus ab und ließ es durch Erweiterungsbauten zur Hohen Schule umfunktionieren. Die später reformierte universitätsähnliche Hochschule war mit vier Fakultäten ausgestattet. Sie wurde bald eine der wichtigsten Bildungsstätten der calvinistisch Reformierten in Europa. In den Niederlanden bestand mit der Universität Franeker eine vergleichbare Hochschule.
Trotz wiederholter Bemühungen und der unbestritten hohen Qualität der Lehre wurde der Hohen Schule kein kaiserliches Privileg für die Führung der Bezeichnung „Universität“ erteilt, eventuell weil es sich um eine calvinistische Gründung handelte. Die Hohe Schule hatte daher nie ein Promotionsrecht.
In der ersten Blütezeit, die bis 1626 andauerte, waren über 300 Studenten in Herborn eingeschrieben, z. B. im Jahr 1603 etwa 400. Abgesehen von einer Nachblüte in der Zeit von 1685 bis 1725, gingen die Zahlen nach 1626 stark zurück. Im Schnitt waren seither etwa 100 Studenten bzw. Schüler in Herborn eingeschrieben. Starke Schwankungen der Schüler- und Studentenzahlen weist die Geschichte immer wieder aus, so waren z. B. im Jahr 1745 insgesamt weniger als fünf Studenten in der Stadt. Von ihrer Gründung im Jahre 1584 bis zu ihrer Schließung im Jahre 1817 studierten hier etwa 5700 Studenten aus ganz Europa. Viele kamen aus der Schweiz, Böhmen, Mähren, Ungarn oder Schottland; allein 1000 stammten aus Herborn.
Am 17. Dezember 1811 erließ Napoleon ein Dekret, für das Herzogtum Berg (an das Herborn 1806 gefallen war) in Düsseldorf eine Landesuniversität zu errichten und zu deren Gunsten unter anderem die Hohe Schule Herborn zu schließen. Infolge des Endes der napoleonischen Herrschaft kam es zwar nicht mehr zur Umsetzung dieser Anordnung, aber auch das 1806 entstandene Herzogtum Nassau konnte oder wollte die Hohe Schule nicht weiterführen. Die Hochschule wurde 1817 aufgehoben, nur die theologische Fakultät wurde als theologisches Seminar der Evangelischen Landeskirche in Nassau weitergeführt.
Der Nachfolger der Hohen Schule, das Theologische Seminar der heutigen Evangelischen Kirche in Hessen und Nassau (EKHN), wurde im Herborner Schloss angesiedelt.
Die ursprünglichen Gebäude sind Kulturdenkmäler nach dem Hessischen Denkmalschutzgesetz und stehen außerdem unter dem Schutz der Haager Konvention zum Schutz von Kulturgut bei bewaffneten Konflikten. Sie werden heute als Hotel und Restaurant genutzt.
In den Obergeschossen befindet sich heute das städtische Museum mit Sammlungen aus der Vor- und Frühgeschichte des Dillgebietes, vielen Exponaten zur Geschichte der Hohen Schule (dazu befindet sich im ehemaligen Hörsaal, der Aula, ein seltenes Disputationsgestühl), ihrer Einrichtungen, Professoren und Studenten sowie viele weitere Abteilungen mit Exponaten aus der bewegten Stadtgeschichte. Wechselnde Sonderausstellungen vertiefen regelmäßig einzelne Themengebiete.

## Fakultäten
Bei ihrer Gründung hatte die Hohe Schule vier Fakultäten:
- Theologie
- Medizin
- Jura
- Philosophie

Diese Reihenfolge spiegelt die damals übliche Prestigereihung der Fakultäten wider.

## Das Gebäude
Das Gebäude der Schule mit Adresse Schulhofstraße 3–5 steht heute unter Denkmalschutz. Es handelt sich um das Alte Rathaus von Herborn. In der U-förmigen geschlossenen Hofanlage befindet sich heute das Heimatmuseum mit Bibliothek sowie eine Gaststätte. Der Eingang in den Hof erfolgt durch ein korbbogig abgeschlossenes Portal. Das Hauptgebäude ist ein zweigeschossiger Bruchsteinbau. An der Giebelfront wurde 1645 ein Erker angefügt. Der Fachwerkgiebel des Dachgeschosses mit profilierten Versätzen der vorderen Dachgeschossbalken und durchgehenden Reihen von Zierformen in den Brüstungsgefachen stammt aus dem Jahr 1591. Die hofseitige Längsseite verfügt über drei Zwerchhäuser. An der südwestlichen Gebäudeecke ist ein runder Treppenturm angebaut. Im Erdgeschoss befindet sich die frühere Aula, eine große Halle, deren auf Konsolen ruhende Balkendecke das Erdgeschoss in Querrichtung stützenfrei überspannt. Die ehemalige Mensa aus dem frühen 17. Jahrhundert mit einem oktogonalen Eckturm steht im Winkel zum Hauptgebäude. Das ehemalige Brauhaus wurde später als Wohnhaus der Professoren der Hohen Schule genutzt. Es handelt sich um ein Fachwerkhaus aus dem 17. Jahrhundert auf der westlichen Seite des Hofes. Im Hof steht ein gusseiserner Brunnen des 19. Jahrhunderts. Südlich des Anwesens liegt der Mühlbach.

## Persönlichkeiten

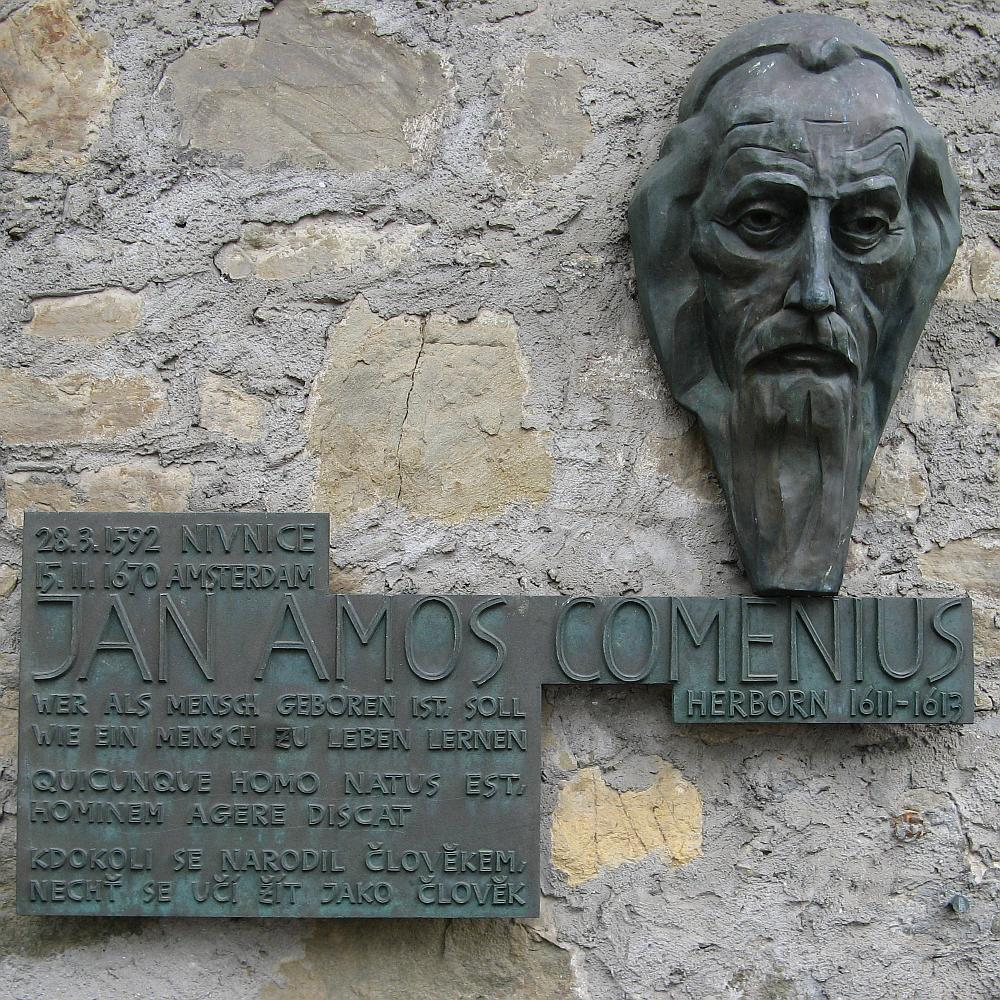
Gedenktafel für Johann Amos Comenius am Gebäude der ehemaligen Hohen Schule Herborn

### Lehrer
| Name                                                    | Zeit                 | Anmerkung |
| ------------------------------------------------------- | -------------------- | --- |
| Caspar Olevian (1536–1587)                              | 1584–1587            | Gründungsrektor, Dogmatiker und Theologieprofessor                                                                                        |
| Johannes Piscator (1546–1625)                           | 1584–1625            | Professor für Theologie, bedeutender Bibelübersetzer                                                                                      |
| Johannes Pincier (1556–1624)                            | 1584–1607/1619       | Mediziner, Professor für Physik, dreimal Rektor                                                                                           |
| Johannes Althusius (1563–1638)                          | 1586–1604            | Professor der Rechtswissenschaft, calvinistischer Staatstheoretiker, 1599/1600 und 1602 Rektor                                            |
| Johann Heinrich Alsted (1588–1638)                      | 1610–1628            | Professor für Philosophie und Theologie, schrieb die erste deutsche Enzyklopädie                                                          |
| Justus Reifenberg († 1631)                              | 1616–1621            | Professor der Rechte |
| Zacharias Rosenbach (1595–1638)                         | 1623–1638            | Professor der Medizin und der alten Sprachen                                                                                              |
| Matthias Pasor (1599–1658)                              | 1623–1624            | Professor |
| Johann Heinrich Bisterfeld (1605–1655)                  | 1629                 | Professor der Philosophie |
| Johann Jacob Gantesweiler (1631–1691)                   | 1649–1654            | Professor der Beredsamkeit |
| Matthias Nethenus (1618–1686)                           | 1669–1686            | Professor der Theologie |
| Johann Melchior Steinberg (1625–1670)                   | 1655–1669            | Professor der Theologie |
| Johann Lorenz Crollius (1641–1709)                      | 1674–1681            | Professor der Rhetorik, der praktischen Philosophie und Pädagogiarch                                                                      |
| Johannes Voet (1647–1713)                               | 1670–1674            | Professor für Römisches Recht |
| Johannes Melchior (1646–1689)                           | 1682–1689            | Professor für Theologie, Autor der ersten reformierten Kinderbibel                                                                        |
| Nicolaus Gürtler (1654–1711)                            | 1685–1688            | Professor der Philosophie und Beredsamkeit sowie Leiter des Pädagogiums                                                                   |
| Johann Heinrich Florin (1650–1700)                      | 1688–1700            | Lehrer am Pädagogium und ab 1691 Professor der Theologie                                                                                  |
| Heinrich Horch (1652–1729)                              | 1690–1698            | Professor für Kirchenrecht und Kirchenkritiker, 1698 wurde er seiner Ämter enthoben: Er hatte die Hochschulen als Teufelswerk bezeichnet. |
| Ernst Alexander Otto Cornelius Pagenstecher (1697–1753) | 1722–1753?           | Professor der Rechte, Rektor der Hohen Schule 1725, nassau-oranischer Rat seit 1733                                                       |
| Wilhelm Bernhard Nebel (1699–1748)                      | 1700–1728            | Professor der Mathematik, Physik und Medizin                                                                                              |
| Karl Andreas Duker (1670–1752)                          | 1701–1704            | Lehrer für Geschichte und Rhetorik am Pädagogium Herborn                                                                                  |
| Johann Heinrich Schramm (1676–1753)                     | 1701–1707            | Professor der Rhetorik, der Geschichte und der griechischen Sprache                                                                       |
| Johann Matthias Florin (1680–1751)                      | 1707–1751            | Professor der Rhetorik, der Geschichte und der griechischen Sprache                                                                       |
| Johann Eberhard Rau (1695–1770)                         | 1721–1770            | Professor der Theologie sowie der griechischen und hebräischen Sprache                                                                    |
| Valentin Arnoldi (1712–1793)                            | 1745–1793            | Professor der Theologie |
| Johann Kasimir Mieg (1712–1764)                         | 1733–1743; 1757–1764 | Professor der Philosophie und Theologie                                                                                                   |
| Hermann Friedrich Kahrel (1719–1787)                    | 1743–1762            | Professor der Philosoph, 1760 bis 1762 Prorektor                                                                                          |
| Johann Franz Coing (1725–1792)                          | 1749–1753            | Professor der Philosophie und Mathematik                                                                                                  |
| Dietrich Christoph Ihringk (1727–1781)                  | 1750–1752            | Professor der Rechtsgelehrtheit |
| Johann Daniel Leers (1727–1774)                         | 1755–1774            | Botaniker und Leiter der Hohe-Schul-Apotheke, Verfasser der „Flora Herbornensis“                                                          |
| Wolrad Burchardi (1734–1793)                            | 1757–1793            | Professor der Rechtswissenschaftler, Universitätssyndicus und Universitätsarchivar, zweimal Rektor                                        |
| Johann Friedrich Fuchs (1739–1823)                      | 1767–1818            | Professor der Beredsamkeit und Geschichte, der Philosophie, dann der Theologie, Hochschulbibliothekar, Ephorus des Pädagogiums            |
| Wilhelm Otto (1800–1871)                                | 1828–1867            | ab 1828 Professor und Dekan und ab 1837 Direktor des Theologischen Seminars in Herborn                                                    |

### Studenten
| Name                                                     | Zeit          | Anmerkung |
| -------------------------------------------------------- | ------------- | --- |
| Graf Philipp Ludwig II. von Hanau-Münzenberg (1576–1612) | 1585–1591     | ab 1585 Student, 1588 am Paedagogium, 1589 Rektor der Hohen Schule und 1590 wieder als Student. Er gründete 1607 – nach dem Vorbild der Hohen Schule Herborn – die Hohe Landesschule in Hanau |
| Graf Albrecht von Hanau-Münzenberg (1579–1635)           | 1585–1591     | Jüngerer Bruder von Philipp Ludwig II. |
| Georg Pasor (1570–1637)                                  | ab 1591       | Student am Pädagogium und der Hohen Schule, später Professor für Griechisch an der Hochschule im friesischen Franeker                                                                         |
| Georg Cruciger (1575–1637)                               | 1595–1597     | lutherischer Theologe, Philosoph und Hochschullehrer |
| Johann Textor (1582–1626)                                | ab 1599       | Jurist und Historiker |
| Johann Heinrich Alting (1583–1644)                       |               | reformierter Theologe |
| Johann Heinrich Alsted (1588–1638)                       | ab 1608       | Später Professor an der Hohen Schule |
| Johann Amos Comenius (1592–1670)                         | ab 1611       | Förderer der Pädagogik |
| Zacharias Rosenbach (1595–1638)                          | ab 1611       | Mediziner, Philologe und Bibelforscher |
| Matthias Pasor (1599–1658)                               | ab 1613       | reformierter Theologe, Mathematiker und Linguist |
| Johann Heinrich Bisterfeld (1605–1655)                   | 1619–1623     | Später Professor der Philosophie an der Hohen Schule |
| Friedrich von Bawyr (um 1600–1667)                       | ab 1622       | kurfürstlich-brandenburgischer Generalleutnant, Mitglied des preußischen Generalstabs |
| Johann Jacob Wissenbach (1607–1665)                      | bis 1627      | Rechtswissenschaftler und Hochschullehrer |
| Valentin Arnoldi (1712–1793)                             | bis 1735      | reformierter Theologe und Historiker |
| Johann Friedrich Fuchs (1739–1823)                       | 1654–1657     | reformierter Theologe, Geistlicher, Bibliothekar und Hochschullehrer |
| Johann Friedrich Mieg (1744–1819)                        | vor 1765      | reformierter Prediger, Freimaurer und Illuminat |
| Emil Ludwig Philipp Schröder (1764–1835)                 | 1784          | evangelischer Geistlicher und Jugendschriftsteller |
| Johann Hermann Steubing (1750–1827)                      | 1756 bis 1772 | Kirchenhistoriker, Topograph, Heimatforscher und evangelischer Geistlicher |
| Georg Wilhelm Heinrich Seippel (1788–1850)               |               | Pfarrer der reformierten Kirchen. Erzieher von Friedrich Wilhelm Raiffeisen. |
| Karl Friedrich Fuchs (1776–1846)                         | ab 1793       | Arzt und Professor an der Universität Kasan |
| Christian Daniel Vogel (1789–1852)                       | bis 1812      | Historiker, Topograf und Pfarrer im Herzogtum Nassau |
| Carl Ludwig Heusler (1790–1851)                          | 1807–1808     | Unternehmer und Geheimer Bergrat |
| Wilhelm Otto (1800–1871)                                 | 1819          | ab 1828 Professor und Dekan und ab 1837 Direktor des Theologischen Seminars in Herborn, MdL Nassau (Präsident der Deputiertenkammer), Mitglied des Vorparlaments                              |
| Friedrich Christian Vogel (1800–1882)                    | um 1820       | Pfarrer, Schriftsteller, Dichter und Politiker in Wittgenstein |

### Andere
| Name                         | Zeit    | Anmerkung            |
| ---------------------------- | ------- | -------------------- |
| Christoph Corvin (1552–1620) | ab 1585 | akademischer Drucker |

## Wissenswert
Die Hohe Landesschule in Hanau wurde 1607 nach dem Vorbild der Hohen Schule Herborn gegründet. Sie besteht heute noch als Gymnasium.